# Leptogenys purpurea
Leptogenys purpurea é uma espécie de formiga do gênero Leptogenys, pertencente à subfamília Ponerinae.